# 亨德利

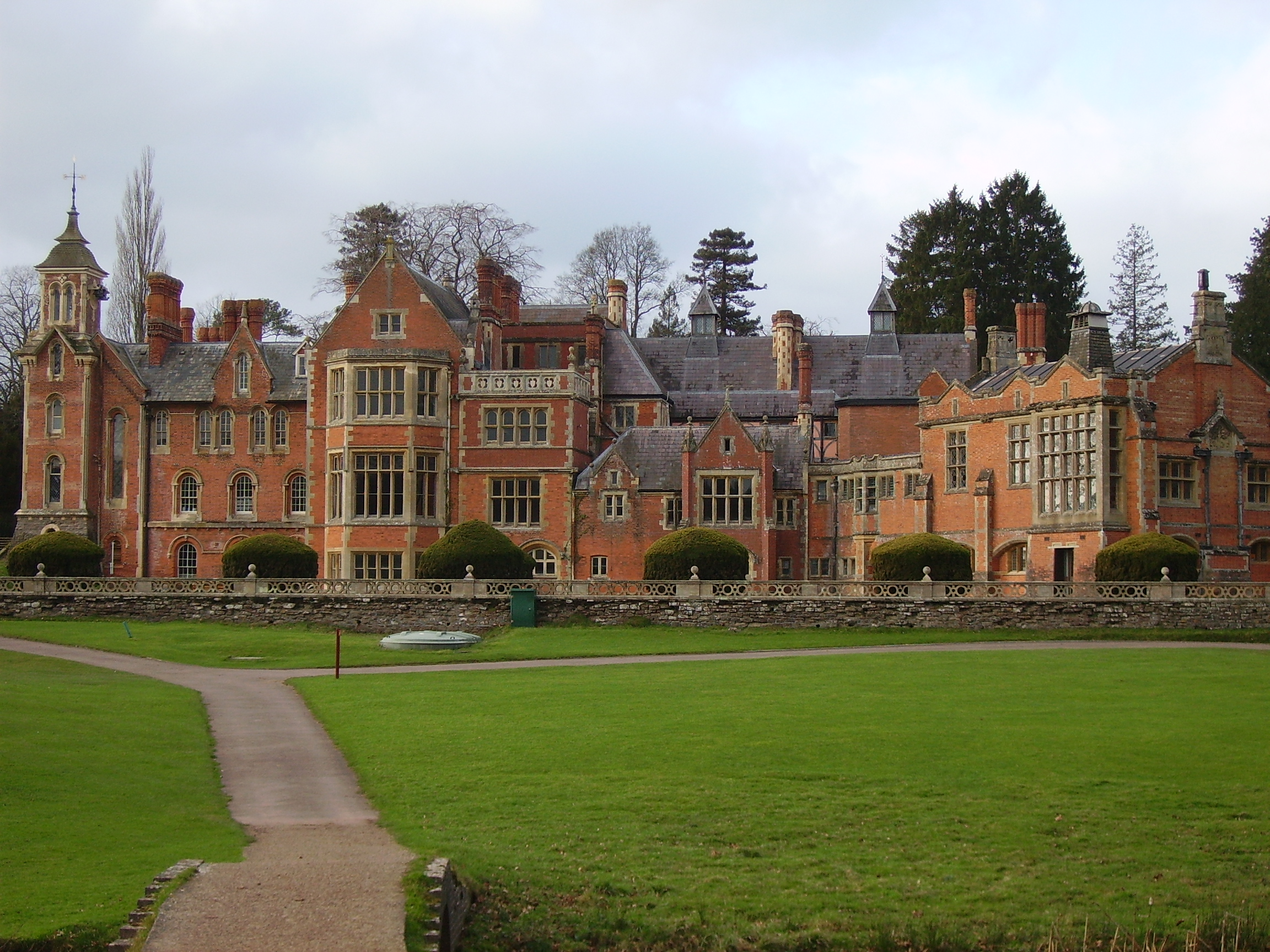
亨德利

亨德利（英語：The Hendre）是位於英國威爾斯的一處鄉村別墅，也是蒙茅斯郡唯一的完整的維多利亞時代的鄉村別墅，外觀是維多利亞哥特式風格。

## 外部連結
- The Rolls of Monmouth Golf Club （页面存档备份，存于）
- Welsh Historic Gardens Trust （页面存档备份，存于）
- Charles Rolls with the Duke and Duchess of York（页面存档备份，存于）
- Gwent Archives